# Iwan Rembałowycz
Iwan Semenowycz Rembałowycz, ukr. Іван Семенович Рембалович ps. „Kropywa” (ur. 16 stycznia?/28 stycznia 1897 w miejscowości Horodnia, zm. 8 września 1950 w Stanisławowie) – ukraiński wojskowy (podpułkownik), dowódca 1 kompanii batalionu saperów w 14 Dywizji Grenadierów SS, pułkownik i komendant szkoły oficerskiej Ukraińskiej Armii Powstańczej.

## Życiorys
Brał udział w I wojnie światowej w szeregach armii rosyjskiej. Następnie służył w ukraińskich oddziałach narodowych, jakie powstały pod koniec wojny. Od wiosny 1918 dowodził ochronną sotnią pieszą w Horodni. Następnie był kolejno oficerem 20 pułku konnego, dywizjonu konnego w korpusie Strzelców Siczowych, dowódcą zwiadu konnego 1 zaporoskiej dywizji strzeleckiej, a następnie korpusu zaporoskiego, oficerem sztabowym w sztabie 9 Armii Armii Czynnej Ukraińskiej Republiki Ludowej, szefem operacyjnego oddziału w sztabie 4 kijowskiej dywizji. Służbę wojskową zakończył w stopniu podpułkownika.
W okresie międzywojennym przebywał na emigracji. Podczas II wojny światowej podjął współpracę z Niemcami. W 1943 przeszedł kurs saperski, po czym został dowódcą 1 kompanii batalionu saperów w 14 Dywizji Grenadierów SS. W lutym – marcu 1944 walczył z polską partyzantką w rejonie Lubaczów–Zamość–Tomaszów Lubelski w ramach SS-Kampfgruppe „Beyersdorf”. Po rozwiązaniu grupy bojowej w marcu tego roku, powrócił w szeregi macierzystej dywizji. Awansował do stopnia Waffen-Hauptsturmführera der SS. W lipcu został ciężko ranny w ciężkich walkach z Armią Czerwoną pod Brodami. Po wyleczeniu wstąpił do Ukraińskiej Armii Powstańczej (UPA), przyjmując pseudonim „Kropywa”. Dostał stopień pułkownika. Zorganizował szkołę oficerską UPA w Karpatach, zostając jej komendantem. 6 listopada 1949 został aresztowany przez Sowietów. Skazano go na karę śmierci, wykonaną 8 września 1950.